# Brett J. Gladman
Brett J. Gladman (Wetaskiwin, Alberta, 19. travnja 1966.), kanadski astronom.
Brett James Gladman, kanadski astronom sa sveučilišta University of British Columbia's (odjel za fiziku i astronomiju) u Vancouveru, British Columbia.
Gladmann je najpoznatiji po svojim otkrićima i ko-otkrićima brojnih satelita planeta Sunčevog sustava.
Gladman je 2002. godie nagrađen nagradom H. C. Urey od strane Američkog Astronomskog Društva (en:American Astronomical Society)
U njegovu čast, nazvan je i jedan asteroid - 7638 Gladman.

## Vanjske poveznice
- http://www.astro.ubc.ca/people/gladman/index.html
- http://www.obs-nice.fr/gladman/